# Корнинг (Ню Йорк)
Корнинг е град в окръг Стубен, в щата Ню Йорк, на река Чемънг (Chemung River). Населението е 10 551 души според преброяването на населението през 2020 г. Наречен е на Ераст Корнинг от Олбани, финансист и ръководител на железопътна компания. Градът е известен най-вече като седалище на включената в списъка Fortune 500 компания Corning Inc., бивша Corning Glass Works, производител на стъкло и керамични продукти за промишлени, научни и технически цели. Корнинг е на приблизително равни разстояния от Ню Йорк и Торонто, като се намира на около 350 km от двата.